# André Pétrus
Pour les articles homonymes, voir Pétrus.
André Pétrus est un syndicaliste enseignant né le 8 mai 1900 à Langres et mort le 16 janvier 1957 à Paris.
De 1947 à 1952, il est secrétaire général du Syndicat national des lycées et collèges.

## Biographie
André Pétrus est né le 8 mai 1900 à Langres. Élève au lycée de Dijon, il est admis à l'École normale supérieure (1921-1924). En 1924, il est reçu à l'agrégation de mathématiques, deuxième de sa promotion. Il fait son service militaire en 1924-25.
Il est professeur de Navale à Lorient de 1925 à 1927, puis professeur de mathématiques spéciales à Tours de 1927 à 1933, puis à Dijon de 1933 à 1937. Du 13 août 1934 à 1937, il est président de l'Union des professeurs de spéciales. De 1937 à 1939, il est professeur de Navale à Saint-Louis.
Du 1938 à 1940, il est membre du comité de la Société des agrégés.
Mobilisé en août 1939, il est fait prisonnier le 25 juin 1940 et reste en captivité jusqu'en avril 1945.
En 1941, il est nommé pour ordre en mathématiques spéciales préparatoires, de 1946 à 1954 il est professeur de mathématiques spéciales au lycée Janson-de-Sailly et de 1954 à 1957 professeur de mathématiques spéciales au lycée Louis-le-Grand.
Adhérent du SNALC, il devient son président national de 1947 à 1952,,.
Il meurt le 16 janvier 1957 à Paris.

### Vie privée
Il épouse Fernande Marie Janny le 13 septembre 1927 à Montreuil.

## Publications
- La Mathématique, instrument de travail et moyen de culture, Centre économique et social de perfectionnement des cadres. 3e session... 1954-1955. Cycle 1 B. Science et condition humaine... Paris, Fédération nationale des syndicats d'ingénieurs et de cadres supérieurs (1957)